# بلدة لوني إيلم (كانساس)
بلدة لوني إيلم هي بلدة في مقاطعة أندرسون، كانساس، الولايات المتحدة الأمريكية. اعتبارًا من تعداد 2010، كان عدد سكانها 230.

## روابط خارجية
- US-Counties.com
- مدينة سيتي.كوم